# Melbourne Track Classic 2012
Melbourne Track Classic 2012 – mityng lekkoatletyczny, który odbył się 3 marca w Melbourne. Zawody inaugurują cykl World Challenge Meetings rozgrywany pod egidą IAAF w sezonie 2012.
Mityng, razem z rozegranymi w przeddzień zawodami, był częścią australijskich kwalifikacji na igrzyska olimpijskie w Londynie.

## Rezultaty

### Mężczyźni
| Konkurencja:                  | 1. miejsce           | Rezultat | 2. miejsce        | Rezultat | 3. miejsce                        | Rezultat |
| Bieg na 100 m                 | Isaac Ntiamoah       | 10,35    | Masashi Eriguchi  | 10,46    | Anthony Alozie Aaron Rouge-Serret | 10,47    |
| Bieg na 200 m                 | Andrew McCabe        | (20,2h)  | Isaac Ntiamoah    | (20,3h)  | Craig Burns                       | (20,4h)  |
| Bieg na 400 m                 | John Steffensen      | 45,74    | Ben Offereins     | 45,96    | Steven Solomon                    | 46,37    |
| Bieg na 800 m                 | David Lekuta Rudisha | 1:44,33  | Jeffrey Riseley   | 1:45,62  | Lachlan Renshaw                   | 1:46,06  |
| Bieg na 5000 m                | Craig Mottram        | 13:18,58 | Collis Birmingham | 13:22,30 | Ben True                          | 13:26,56 |
| Bieg na 3000 m z przeszkodami | Youcef Abdi          | 8:35,29  | Peter Nowill      | 8:35,76  | James Nipperess                   | 8:41,94  |
| Skok w dal                    | Henry Frayne         | 8,09     | Fabrice Lapierre  | 8,00     | Robert Crowther                   | 7,86     |
| Pchnięcie kulą                | Dale Stevenson       | 20,16    | Emanuele Fuamatu  | 19,46    | Tomas Walsh                       | 18,11    |
| Rzut dyskiem                  | Julian Wruck         | 61,54    | Benn Harradine    | 60,51    | Scott Martin                      | 54,67    |
| Rzut oszczepem                | Jarrod Bannister     | 82,97    | Stuart Farquhar   | 80,97    | Joshua Robinson                   | 78,97    |

### Kobiety
| Konkurencja:               | 1. miejsce     | Rezultat | 2. miejsce        | Rezultat | 3. miejsce       | Rezultat |
| Bieg na 200 m              | Sally Pearson  | 23,02    | Hayley Butler     | 23,93    | Monica Brennan   | 23,93    |
| Bieg na 400 m              | Joanne Cuddihy | 52,37    | Tamsyn Manou      | 52,77    | Caitlin Pincott  | 53,65    |
| Bieg na 1500 m             | Kaila McKnight | 4:10,52  | Zoe Buckman       | 4:10,62  | Bridey Delaney   | 4:15,74  |
| Bieg na 100 m przez płotki | Sally Pearson  | 12,49    | Yvette Lewis      | 13,22    | Hayley Butler    | 13,47    |
| Bieg na 400 m przez płotki | Lauren Boden   | 56,01    | Tessa Consedine   | 59,05    | Jess Gulli       | 59,16    |
| Skok wzwyż                 | Elizabeth Lamb | 1,83     | Ashleigh Reid     | 1,80     | Jane Doolittle   | 1,75     |
| Skok o tyczce              | Liz Parnov     | 4,45     | Alana Boyd        | 4,45     | Vicky Parnov     | 4,15     |
| Skok w dal                 | Kerrie Perkins | 6,41     | Jessica Penney    | 6,38     | Brooke Stratton  | 6,29     |
| Rzut dyskiem               | Dani Samuels   | 61,30    | Kimberley Mulhall | 54,75    | Alifatou Djibril | 48,51    |

## Rekordy
Podczas mityngu ustanowiono 1 krajowy rekord w kategorii seniorów:
| Zawodnik         | Reprezentacja | Konkurencja    | Rezultat |
| ---------------- | ------------- | -------------- | -------- |
| Emanuele Fuamatu | Samoa         | pchnięcie kulą | 19,46    |